# Государственные перевороты в Боливии
Боливия пережила более чем 190 государственных переворотов и революций, начиная с провозглашения своей независимости в 1825 и до 2019 года. С 1950 года в Боливии произошло больше переворотов, чем в любой другой стране мира. Последняя попытка случилась в 2024 году. Впрочем, политический кризис 2019 года в Боливии, который привёл к отставке президента Эво Моралеса под давлением силовиков, был расценён некоторыми обозревателями и сторонниками Моралеса как государственный переворот и может, таким образом, рассматриваться как последний из успешных переворотов в стране.

## Мятеж 18 Апреля 1828 года
События 18 апреля 1828 года, классифицированные как армейский мятеж, привели к свержению президента Антонио Хосе Сукре и считаются первым переворотом в истории Боливии. На мероприятии, организованном Казимиро Оланьетой и представленным Перуанским генералом Агустином Гамаррой, военный гарнизон в Сукре поднял восстание. При попытке подавить бунт президент Сукре был ранен в руку. В результате командование было передано Хосе Марии Пересу де Урдининеа, который исполнял обязанности временного президента, пока Сукре официально не ушел в отставку 2 августа 1828 года. В последующие годы, генерал Гамарра вторгся в Боливию, оккупировав большую часть страны.
Педро Бланко Сото, проперуанский президент, избранный Учредительным собранием 18 декабря 1828 г., и вступивший в должность 26 декабря, сам будет свергнут всего через неделю после вступления в должность. Военное руководство под командованием полковника Хосе Бальивиана арестовало Бланко и заключило его в монастырь Ла Реколетта, где он должен был быть убит в канун нового 1829 года.

## Перевороты 1839–1879 гг.

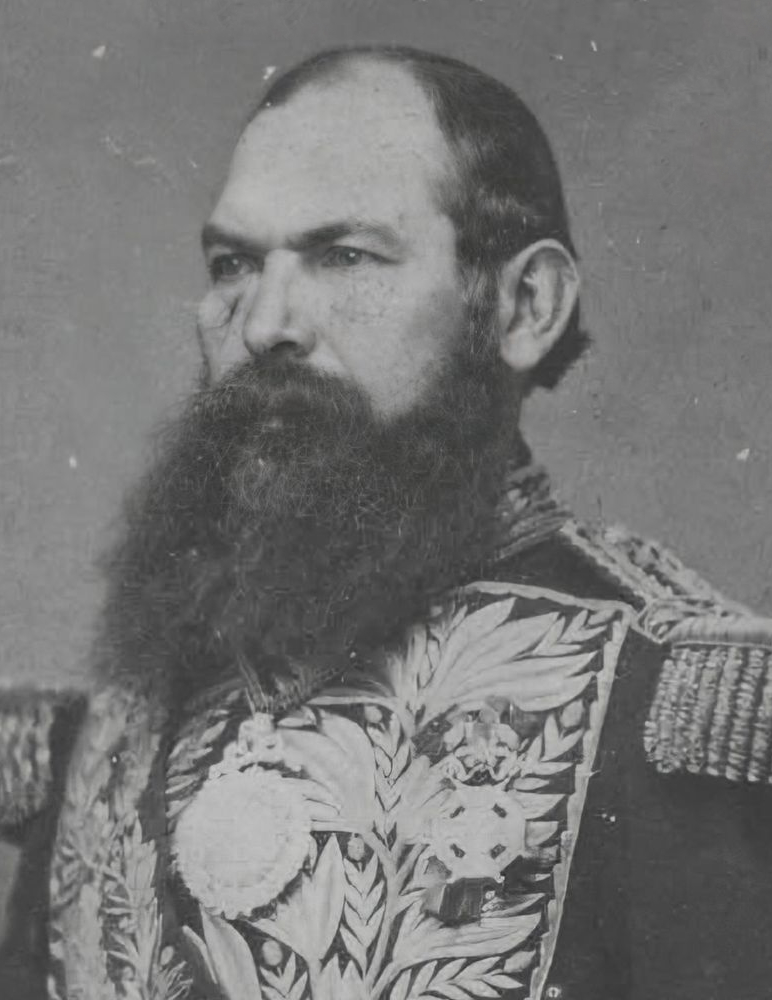
Мариано Мельгарехо поднялся по служебной лестнице благодаря своей готовности участвовать в восстаниях

Внутренняя анархия, приведшая к роспуску Конфедерации Перу и Боливии, закончилась отставкой Андреса де Санта-Крус 20 февраля 1839 года. Хаотичный политический климат в последующие дни, когда Хосе Балливиан безуспешно объявил себя президентом, закончился 22 февраля, когда Хосе Мигель де Веласко занял пост президента. В последующие десятилетия с 1839 по 1879 год череда различных военачальников свергала друг друга с короткими периодами демократии.
- 10 июня 1841 года: Себастьян Агреда свергает Хосе Мигеля де Веласко Франко и 9 июля уступает командование Мариано Энрике Кальво, стороннику Андреса де Санта-Крус.
- 22 сентября 1841 года: Хосе Балливиан свергает Мариано Энрике Кальво.
- 2 января 1848 года: Балливиан, уставший от нарастающего конфликта с генералом Мануэлем Исидоро Бельсу, уходит в отставку 23 декабря 1847 года. Его преемник Эусебио Гиларте правил чуть более недели, прежде чем был свергнут Бельсу 2 января 1848 года. Затем Бельсу провозглашает президентом Хосе Мигеля де Веласко.
- 6 декабря 1848 года: Мануэль Исидоро Бельсу свергает Хосе Мигеля де Веласко. Кровавый контрпереворот генерала Веласко подавлен, а Бельсу лично командует войсками, сокрушившими войска Веласко.
- 9 сентября 1857 года: Бельсу назначает выборы, на которых побеждает Хорхе Кордова, зять Бельсу. Кордова правит как доверенное лицо Бельсу, пока Хосе Мария Линарес не был провозглашён президентом в Оруро, восставшем против правительства. 27 сентября в Кочабамбе Кордова и его войска потерпели окончательное поражение от линаристов.
- 14 января 1861 года: Хосе Мария Линарес свергнут министрами своего правительства Хосе Марией де Ача, Руперто Фернандесом и Мануэлем Антонио Санчесом.
- 28 декабря 1864 года: Мариано Мельгарехо свергает непопулярного Хосе Марию де Ача, побеждая конкурирующие силы Бельсу.
- 15 января 1871 года: Агустин Моралес свергает Мариано Мельгарехо.
- 4 мая 1876 года: Иларион Даса свергает Томаса Фриаса Аметльера.

Во время правления Илариона Дасы Чили начинает Тихоокеанскую войну против Перу и Боливии. Даса лично возглавляет части боливийских вооруженных сил в конфликте. Столкнувшись с приближающейся победой чилийской армии, Даса объявляется свергнутым в его отсутствие 28 декабря 1879 года. Нарсисо Камперо провозглашается президентом 19 января 1880 года, начиная период демократии во главе с Консервативной партией..

## «Федеральная война»
«Консервативная эра» в Боливии закончилась гражданской войной, также известной как Федеральная война, в которой либералы под руководством Хосе Мануэля Пандо 12 апреля 1899 года свергли президента Северо Фернандеса. Последовавшая за этим «Либеральная эра» была самым продолжительным периодом непрерывного однопартийного правления в истории Боливии и закончился 12 августа 1920 года, когда президент Хосе Гутьеррес Герра был свергнут Социалистической республиканской партией Баутисты Сааведры.

## Перевороты 1930–1946

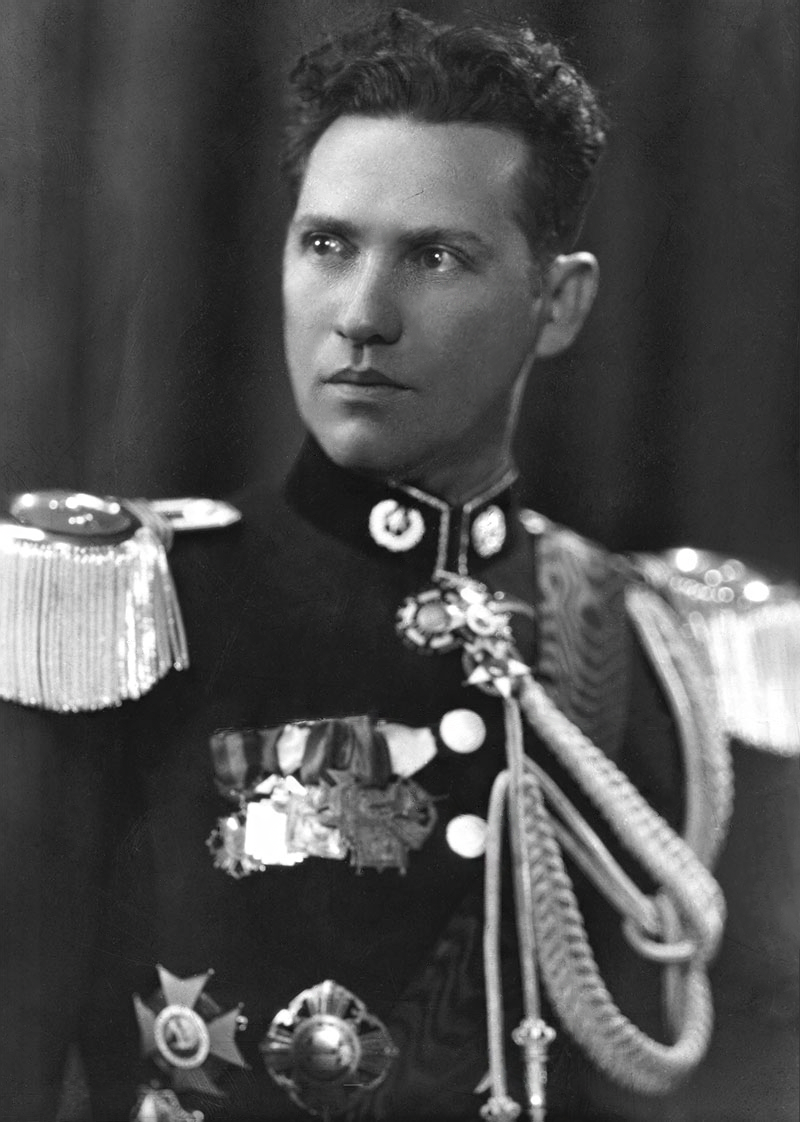
Херман Буш участвовал в свержении всех трёх своих предшественников

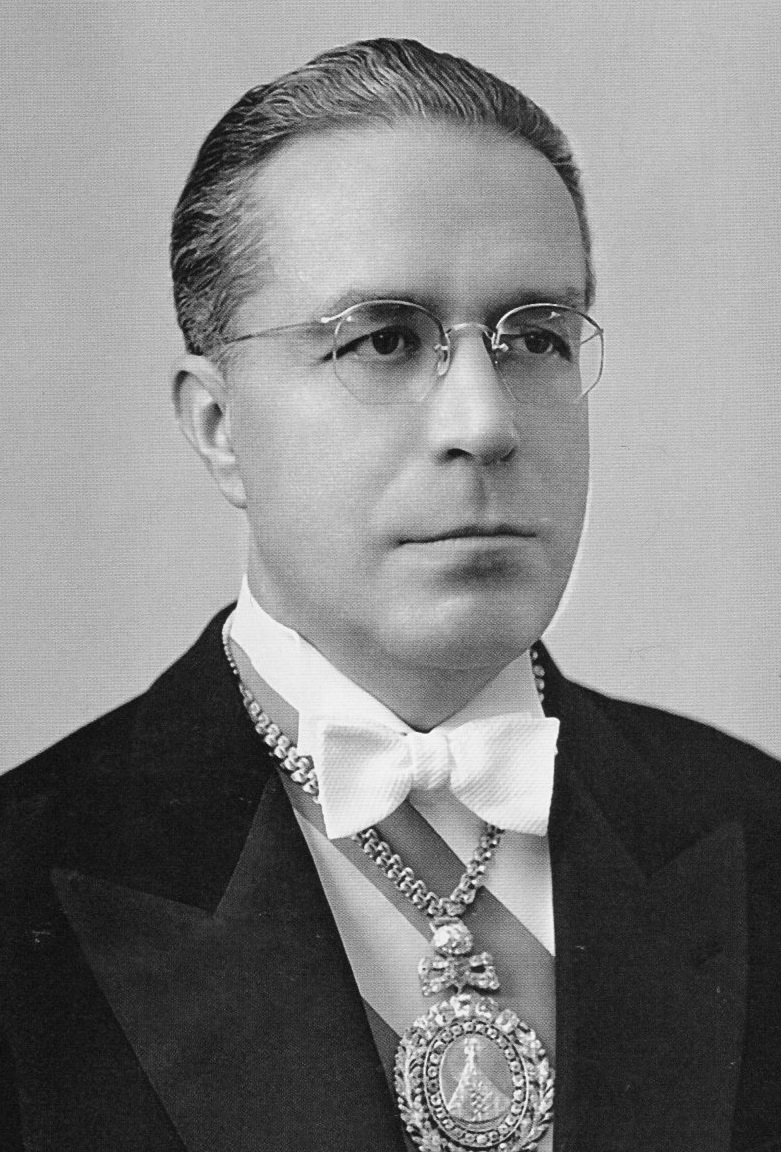
Виктор Пас Эстенссоро и Националистическое революционное движение (НРД) были виновниками и жертвами многих переворотов 1950-х.

Многие перевороты в период с 1930 по 1946 годы были вызваны нестабильностью вследствие поражения Боливии в Чакской войне против Парагвая и Великой депрессии, которые породили реформистское движение молодых ветеранов, недовольных традиционными олигархическими партиями.
- 28 июня 1930 года — Столкнувшись с последствиями Великой депрессии в Латинской Америке[англ.], президент Эрнандо Силес Рейес уходит в отставку 28 мая 1930 года, доверив своему министерскому кабинету руководство исполнительной властью. Через месяц кабинет свергнут генералом Карлосом Бланко Галиндо.
- 27 ноября 1934 года — Конфликты между президентом Даниэлем Саламанкой и высшим военным командованием во время Чакской войны привели к так называемому Corrallto de Villamontes. Молодой офицер Херман Буш под руководством полковника Дэвида Торо и генерала Энрике Пеньяранды свергает Даниэля Саламанку за много миль от линии фронта.[8] Вице-президенту Хосе Луису Техаде разрешено вступить в должность, чтобы сохранить демократический вид..
- 17 мая 1936 года Херман Буш свергает[исп.] — непопулярного Хосе Луиса Техаду и через два дня назначает президентом Дэвида Торо.
- 13 июля 1937 года — Герман Буш, недовольный медленными реформами Дэвида Торо, возглавляет народное движение за отставку Торо.
- 20 декабря 1943 года — Гуальберто Вильярроэль и Националистическое революционное движение свергают Энрике Пеньяранду, который после смерти Буша вернул стране статус-кво до Чакской войны.
- 21 июля 1946 года — Гуальберто Вильярроэль линчеван разъярённой толпой, власть переходит временной хунте во главе с Нестором Гильеном, а затем Томасом Монхе.

После смерти Вильярроэля эпоха левых военных режимов подошла к концу. Партия социалистическо-республиканского союза (PURS) под руководством Энрике Эрцога, а затем Мамерто Урриолагоитиа вернула стране статус-кво.

## Сексениои Национальная революция 1952 года
Так называемое Сексенио (Шестилетие) охватывает период с 1946 по 1952 год, когда традиционный консервативный порядок ненадолго вернулся к власти. Попытки левых восстановить контроль потерпели военную неудачу в 1949 году и юридическую в 1951 году, но увенчались успехом в 1952 году. В период правления Националистического революционного движения правые не раз пытались совершить государственный переворот, пока военные не свергли новый порядок в 1965 году.

### Государственные перевороты в Боливии (1949–1964)
- 27 августа — 12 сентября 1949 — так называемая «Гражданская война» 1949 года. Восстания боевиков НРД в четырёх городах привели к провозглашению параллельного правительства в Санта-Крус-де-ла-Сьерра под временным президентством Эдмундо Рока.[10]. Виктор Пас Эстенссоро (находящийся в изгнании в Аргентине) объявлен президентом, но 12 сентября правительство в Ла-Пасе восстанавливает контроль над восставшими городами.[11][12]
- 16 мая 1951 — Всеобщие выборы, состоявшиеся 6 мая 1951 года, завершились победой НРД и избранием Виктора Паса Эстенссоро президентом. Результаты не принимаются президентом Мамерто Урриолагоитиа, который совершает переворот, известный как «Мамертазо», уходит в отставку и 16 мая 1951 года назначает президентом генерала Уго Бальивиана.
- 11 апреля 1952 — Боливийская национальная революция, в ходе которой был свергнут президент Уго Бальивиан. Эрнан Силес Суасо, один из лидеров НРД, принимает на себя управление страной до момента когда Пас Эстенссоро вернётся из изгнания, чтобы занять пост президента.
- 21 октября 1958 — Боливийская социалистическая фаланга (FSB), основная сила правой оппозиции, не смогла свергнуть Эрнана Силеса Суасо, избранного президентом в 1956 году.[13].
- 19 апреля 1959 — Вторая попытка государственного переворота со стороны FSB закончилась неудачной попыткой убийства Эрнан Силес Суасо. Последующая резня привела к гибели многих людей и самоубийству Оскара Унзаги, лидера FSB.[14][15].

Виктор Пас Эстенссоро, в очередной раз выигравший выборы в 1960 году, был свергнут 5 ноября 1964 года собственным вице-президентом Рене Баррьентосом и генералом Альфредо Овандо. Это положило конец стабильному демократическому правлению в Боливии почти на два десятилетия до 1982 года.

## Перевороты 1969–1980

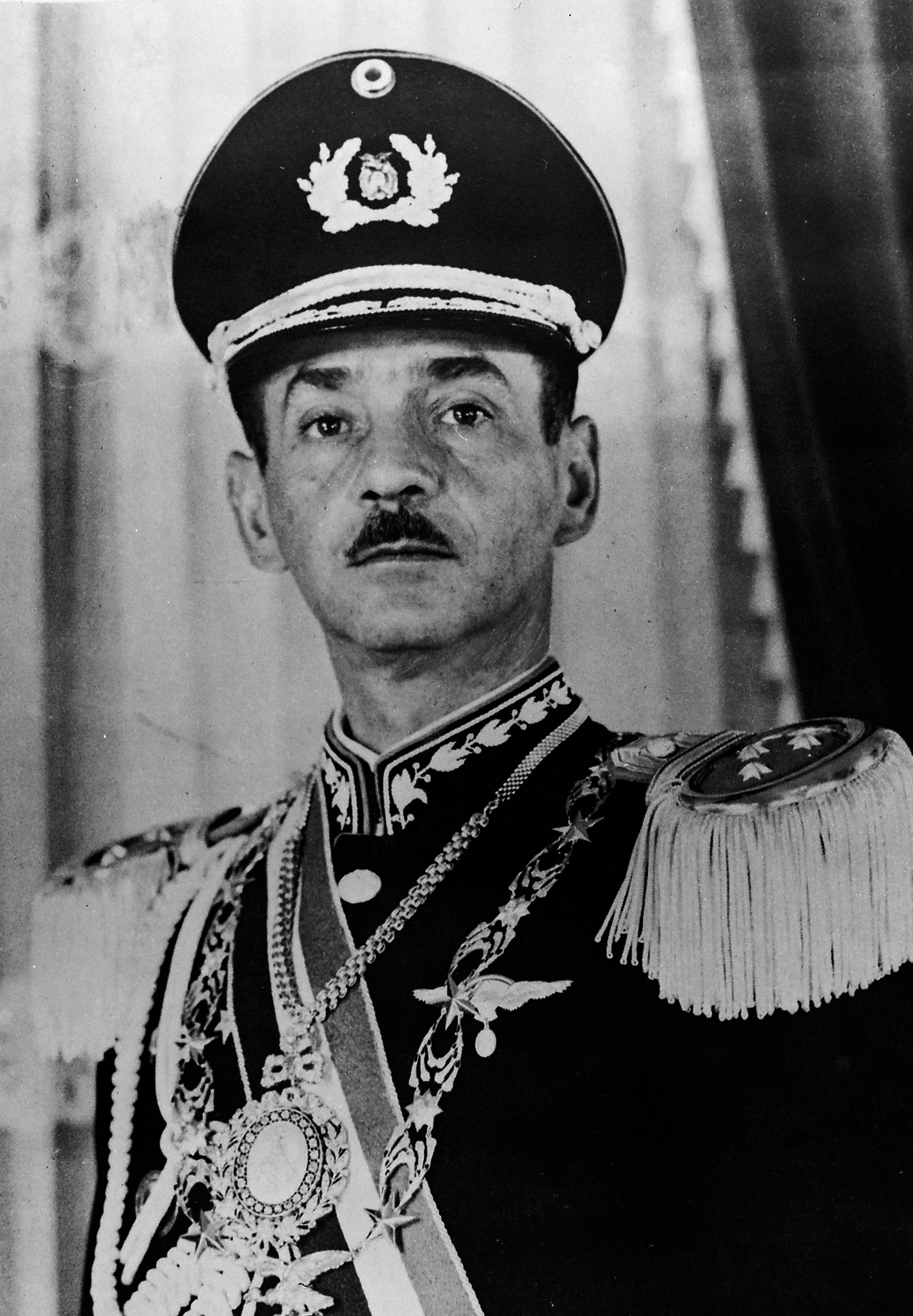
Уго Банцер поддерживал военную диктатуру на протяжении большей части 1970-х гг.

В 1966 году Баррьентос был избран президентом на выборах к которым не была допущена оппозиция, но вскоре после этого погиб в результате крушения вертолета, предположительно организованного генералом Альфредо Овандо. В дальнейшем Боливией более десяти лет будут управлять военные режимы, главы которых занимали пост президента в результате переворотов.
- 26 сентября 1969 — вице-президент Луис Адольфо Силес Салинас становится преемником Баррьентоса после его гибели в апреле, но вскоре после этого был свергнут генералом Альфредо Овандо.
- 6 октября 1970 — Овандо свергнут в результате государственного переворота, возглавляемого главнокомандующими армией, военно-воздушными силами и флотом. Однако военный триумвират просуществовал менее суток, прежде чем был свергнут сторонниками Овандо во главе с Хуаном Хосе Торресом. Овандо соглашается не возвращаться на пост президента, доверив его Торресу.[18].
- 21 августа 1971 — Уго Бансер свергает Хуана Хосе Торреса. Банcер находился у власти большую часть 1970-х годов.
- 7 ноября 1974 — подавлен военный мятеж против Бансера в Санта-Крус-де-ла-Сьерра.[19] После этого Бансер отказался от проведения выборов, запретил всю политическую деятельность и до 1978 года правил исключительно при военной поддержке.
- 21 июля 1978 — Хуан Переда свергает военную хунту, установленную Уго Банcером после отставки.
- 24 ноября 1978 — Давид Падилья свергает Хуана Переду. После безрезультатных всеобщих выборов 1979 года[исп.] Падилья временно передаёт власть экс-министру иностранных дел Вальтеру Геваре.
- 1 ноября 1979 — Альберто Натуш свергает Вальтера Гевару, но через две недели уходит в отставку в пользу Лидии Гейлер Техада.
- 17 июля 1980 — Луис Гарсия Меса свергает Лидию Гейлер Техаду.[20].
- 3 августа 1981 год — генералы Альберто Натуш и Лусио Анес подняли антиправительственное восстание в Санта-Крусе, обвинив Гарсиа Месу в попрании гражданских прав, связях с наркоторговцами и административной несостоятельности. 4 августа генерал Л. Гарсиа Меса передал власть военной хунте во главе с Сельсо Торрелио.[21]

10 октября 1982 года военные завершили переход к демократии с Эрнаном Силесом Суасо в качестве президента. Последняя попытка государственного переворота произошла 30 июня 1984 года, когда Силес Суасо был арестован на десять часов. Переворот в конечном итоге потерпел неудачу..

## Политический кризис 2019 года
После протестов, вызванных обвинениями в мошенничестве на всеобщих выборах 2019 года, президент Эво Моралес подал в отставку 10 ноября по «просьбе» военных. Международные наблюдатели, учёные и журналисты расходятся во мнениях относительно описания этого события как переворота или народного восстания. Сторонники Моралеса и его партии Движение за социализм (MAS-IPSP) описали события как переворот против него. Правительство президента Луиса Арсе, члена MAS, избранного на повторных выборах 2020 года, также утверждает, что события 2019 года были переворотом, и неоднократно называло временное правительство Жанин Аньес de facto администрацией, термин, обычно используемый в Боливии для режимов, пришедших к власти неконституционным путем..